# Phantom Limb (The Shins)
Phantom Limb è il primo singolo tratto da Wincing the Night Away, quarto album in studio della band statunitense degli Shins.
Il singolo e il relativo video pubblicati per la Sub Pop, etichetta discografica di Seattle, sono usciti 3 mesi prima l'uscita del relativo album, il 14 novembre 2006 negli Stati Uniti, e più tardi, il 22 gennaio, in Gran Bretagna.

## Il Singolo
Il testo della canzone fa allusione alla cosiddetta Sindrome dell'arto fantasma,poiché è il racconto della relazione amorosa tra due ragazze costrette a vivere clandestinamente il loro affetto nel piccolo villaggio in cui abitano, mettendosi quindi sentimentalmente e metaforicamente nella condizione degli affetti alla sindrome a cui fa riferimento il titolo. In generale la canzone può essere vista come un'espressione del disagio che ogni oppressione porta con sé.

## Il video
Il rispettivo video, diretto dal regista statunitense Patrick Daughters,raffigura una recita di bambini e adulti che interpretano in maniera paradossalmente giocosa alcuni episodi storici drammatici; La spedizione dei Donner, i conquistadores spagnoli, le crociate, i roghi delle presunte streghe e il mito di Giovanna d'arco rivisto in chiave drammatica nel contesto.